# Wilhelmshütte (Sprottau)

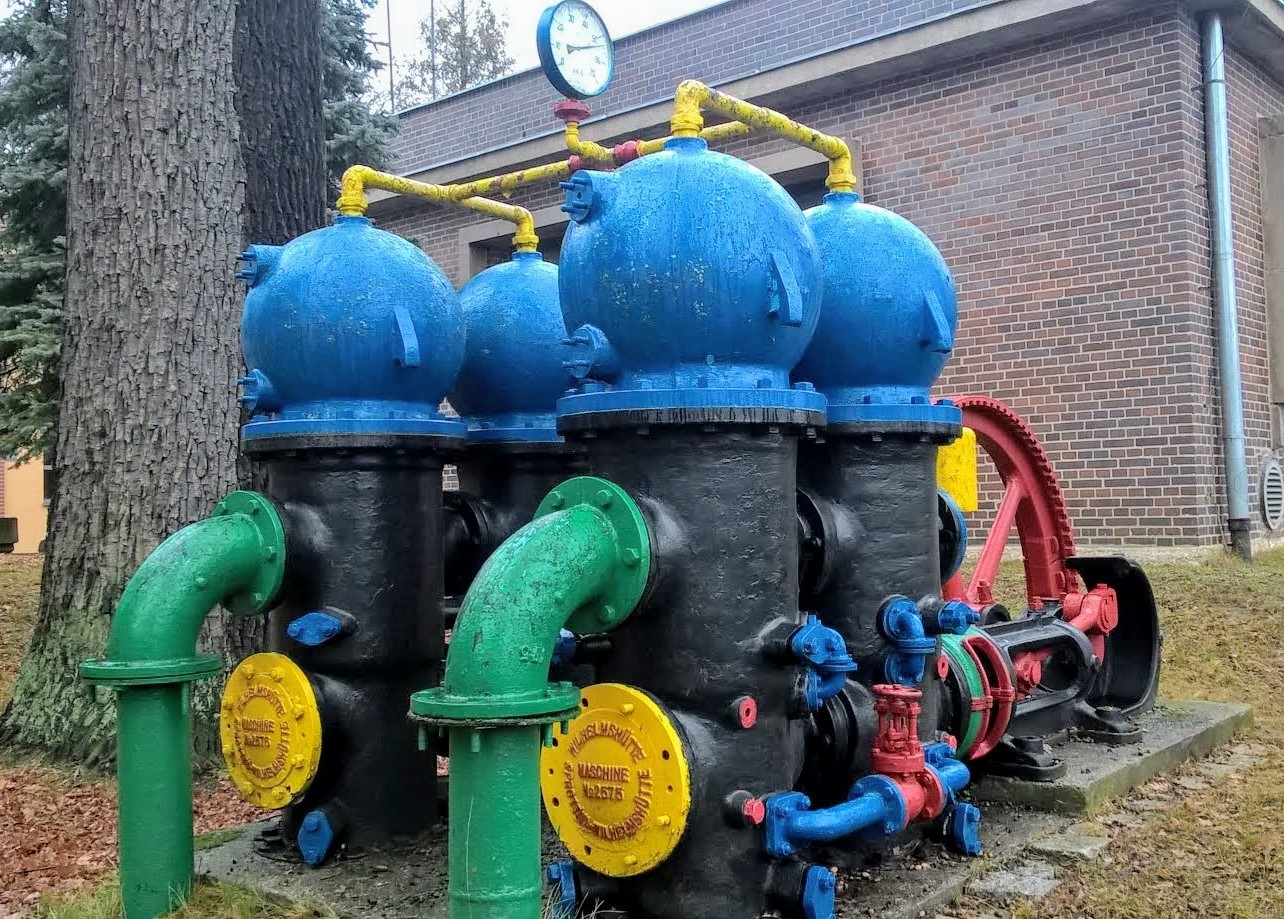
Historische Pumpen hergestellt in Wilhelmshütte Sprottau (Ausstellung von Wasserwerken in Szprotawa, 2021).

Die Wilhelmshütte Sprottau war ein Eisenhütten- und Maschinenbau-Werk in Nieder-Eulau (polnisch Iława) in Niederschlesien; der Ort wurde am 1. Juni 1925 nach Sprottau (polnisch Szprotawa) eingemeindet.

## Geschichte

### Gründungsjahre (1828–1853)
In den Jahren 1828 und 1829 entstanden an der Stelle einer früheren Eisenhütte und Schmiede am Nordufer des Bober (polnisch Bóbr) etwa 3 km westlich von Sprottau und südlich der Straße nach Mallmitz (polnisch Małomice) eine neue, auf der Grundlage des örtlichen Raseneisenerzes arbeitende Eisengießerei und, dieser angeschlossen, ein Emaillierwerk (1828) und eine Maschinenbauabteilung zur Herstellung von landwirtschaftlichen Maschinen (1829), die 1830 als Werk Wilhelmshütte als Aktiengesellschaft inkorporiert wurden. Bereits 1837 begann dort die Produktion von Dampfmaschinen.
1841 übernahm der Kaufmann, Kommerzienrat und bisherige Pächter Julius Baller, der auch eine Papierfabrik in Klein-Eulau betrieb, das Werk. Es arbeitete mit einem Hochofen, zwei Kupolöfen, zwei Emaillieröfen mit acht Muffeln und einer Maschinenbauwerkstatt mit Schmiedefeuern. Auf der Gewerbe-Ausstellung in Berlin 1844 stellte „J. Baller und Co., Eisenhütten- und Emaillierwerk Wilhelmshütte“, u. a. verschiedene Landmaschinen vor. Gegen Ende der 1840er Jahre geriet Baller jedoch in erhebliche Zahlungsschwierigkeiten, und im April 1850 schlossen sich seine Gläubiger im „Actien-Verein der Wilhelmshütte und Papier-Fabrik zu Eulau“ zusammen und übernahmen beide Werke. Im November 1853 mussten das Eisenwerk in Nieder-Eulau (mit Teilen auch in Klein-Eulau gelegen) und die Papierfabrik in Klein-Eulau, beides Konkursmasse des Actien-Vereins, zwangsversteigert werden.

### Liebermann & Co., Eisen und Emaillirwerk Wilhelmshütte (1854–1870)
Die Wilhelmshütte kam daraufhin in den Besitz der Berliner Firma Liebermann & Co. des Fabrikanten Josef Liebermann und seiner Söhne und Kompagnons Benjamin (1812–1901) und Louis (1819–1894; Vater des Malers Max Liebermann). „Liebermann & Co., Eisen und Emaillirwerk Wilhelmshütte“, stellten schon auf der Ersten Allgemeinen Deutschen Industrie-Ausstellung in München im Jahre 1854 ihre Produkte aus (Dreschmaschine, Haferschrotmühle, Häckselmaschine, Malzquetsche, Rübenschneider, emailliertes Küchengeschirr) und sanierten das Werk, das seine Produktpalette schnell, aber auch etwas planlos ausbaute. Zu landwirtschaftlichen Maschinen traten Pumpen, Weichen, Radsätze für Eisenbahnwagen, Apparaturen für Gaswerke, Einrichtungen für Brennereien und Mühlen, eiserne Bettgestelle, Turmuhren usw. Mit dem Eintritt des Ingenieurs Adolph Mestern im Jahre 1856 als Kompagnon Benjamin Liebermanns wurde die Firma, obwohl weiterhin eine Tochter der Liebermann & Co., umbenannt in „B. Liebermann & A. Mestern, Maschinenfabrik und Eisenwerk Wilhelmshütte“, und sie registrierte ihre Exponate bei der Weltausstellung London 1862 auch mit dieser Provenienz. Die Vielfalt der hergestellten Erzeugnisse wurde eingeschränkt, und bereits 1857 begann man mit dem Bau von Corliss-Dampfmaschinen, die in Deutschland nur von wenigen Firmen hergestellt wurden, von der Wilhelmshütte jedoch sogar exportiert wurden. Ein Eisenbahnanschluss vom Bahnhof Sprottau bis ins Werksgelände wurde 1870 fertiggestellt.
1866 wurde eine Zweigniederlassung in Waldenburg-Altwasser errichtet, wo diverse Stahlkonstruktionen für den Bergbau, Fördergerüste, Maschinen, Aufzüge und Kräne gebaut wurden.

### Wilhelmshütte, Actien-Gesellschaft für Maschinenbau und Eisengießerei (1870–1934)
Im Frühjahr 1870 ging das Unternehmen durch Verkauf in den Besitz der zu diesem Zweck neu gegründeten „Wilhelmshütte, Actien-Gesellschaft für Maschinenbau und Eisengießerei“, über, zu deren Gründern neben dem Generaldirektor Adolf Mestern auch Emil Rathenau, der von 1855 bis 1859 eine Lehre in der Wilhelmshütte seines Großvaters Josef Liebermann gemacht hatte, und das Berliner Bankhaus Abel & Witowski gehörten. Die Firma florierte bis in die Zeit des Ersten Weltkriegs. 1886 gehörten zum Werk in Eulau eine Modelltischlerei, eine Handelsgießerei, eine Maschinengießerei, eine Feingießerei, eine Emaillierhütte, eine Maschinen- und Kesselschmiede, mechanische Werkstätten, Schlossereien und Montierwerkstätten, eine Ziegelei, ein Gaswerk, eine Schmalspurwerkseisenbahn und ein kleines Wasserkraftwerk. 1888 wurde dem Werk eine Fabrik für Badeöfen angegliedert, 1897 wurde eine betriebseigene Berufsschule eröffnet, und 1910 wurde das betriebseigene Wasserkraftwerk am Bober mit zwei Francis-Turbinen von J. M. Voith in Heidenheim mit zusammen 1050 PS modernisiert.
Nach dem Krieg geriet die Firma jedoch in Schwierigkeiten. Bereits 1923 wurde daher das Werk in Altwasser an die dortige Carlshütte AG für Eisengießerei und Maschinenbau veräußert und dieser angeschlossen. Auch diese Maßnahme konnte das Überleben der Firma nicht sichern, und 1927 fusionierte sie mit dem Eisenhüttenwerk Marienhütte bei Kotzenau AG mit dessen zwei Werken in Kotzenau und in Mallmitz; die fusionierte Firma wurde umbenannt in „Eisen- und Emaillierwerke AG“. Bereits im Januar 1932 stellte diese neue Gesellschaft die Zahlungen ein und ging in Liquidation.

### Wilhelmshütte Eisen- und Emaillierwerke AG (1934–1945)
Am 4. März 1934 wurde das Werk Wilhelmshütte aus der Liquidationsmasse gelöst und von der am 21. Februar 1934 zu diesem Zweck neugegründeten und am 27. Februar handelsgerichtlich eingetragenen „Wilhelmshütte Eisen- und Emaillierwerke AG“ gekauft, in der die Stadt Sprottau mit 34 % Großaktionär war. Betriebszwecke waren weiterhin Eisen- und Stahlgießerei, Kesselschmiede, Maschinen-, Apparate- und Armaturenbau, Metallverarbeitung und Emaillieren. Während des Zweiten Weltkriegs war ein Teil der Produktion Zwecken der Kriegsführung gewidmet, wobei auch Zwangsarbeiter und Kriegsgefangene eingesetzt wurden.

### Nachkriegszeit (1945–1999)
Nach Kriegsende, als Schlesien von der Roten Armee besetzt war, wurden die meisten Maschinen des Werks demontiert und als Kriegsbeute bzw. Reparationen in die Sowjetunion abtransportiert. Die Verwaltung der nunmehr unter polnischer Verwaltung stehenden Stadt Szprotawa war jedoch an der Schaffung von Arbeitsplätzen und daher an der Wiederherstellung von Fabrikationskapazität in der Eisenhütte interessiert und am 10. Mai 1946 übernahm Polen das bisher unter sowjetischer Verwaltung stehende Werk unter der neuen Bezeichnung „Huta Anna“. Es wurde im Laufe der folgenden Jahre – dabei mehrfach umbenannt – allmählich mit neuen Maschinen ausgestattet, und 1953 wurden bereits wieder 7600 Tonnen, 1958 sogar 16.000 Tonnen Produkte erzeugt, Teile davon auch exportiert. Auch in den 1960er Jahren wurde weiter investiert und expandiert, und die jährliche Gesamtproduktion stieg auf über 30.000 Tonnen. Das Werk, bei weitem größter Arbeitgeber in Szprotawa, war auch im kulturellen und gesellschaftlichen Leben der Stadt engagiert: es unterhielt einen Kindergarten, eine Schule, eine Klinik, ein Orchester und ein Kulturzentrum im Stadtteil Iława, finanzierte Straßen- und Hausbau, unterstützte den örtlichen Fußballverein und besaß Ferienheime für seine Belegschaft in Mielno (ehem. deutsch Mellendorf) und in Świeradów-Zdrój (ehem. deutsch Bad Flinsberg).
Als die polnische Zentralplanwirtschaft nach dem Ende der sozialistischen Herrschaft ab 1989 in eine Marktwirtschaft umgewandelt wurde, geriet die 1963 in Dolnośląskie Zakłady Odlewnicze (DZO) umbenannte Firma unter schnell wachsenden Konkurrenzdruck und in zunehmende Schwierigkeiten. Der Absatz schrumpfte, die Produktion musste eingeschränkt und die Belegschaft vermindert werden. Dennoch wuchs die Verschuldung, und 1999 erfolgte die Bankrotterklärung. Da alle Versuche, einen Käufer zur Übernahme und Weiterführung des Betriebs zu finden, erfolglos blieben, wurde schließlich der Abbruch der Werkstätten und der Verkauf der darunter liegenden Grundstücke beschlossen. Heute sind weite Teile des einstigen Werksgeländes Industriebrache. Im städtischen Geschichtsmuseum befinden sich Erinnerungsstücke und Fotos.
Koordinaten: 51° 33′ 47″ N, 15° 30′ 0″ O